# Чарлі Шин
Ча́рлі Шин (англ. Charlie Sheen, справжнє ім'я: Ка́рлос І́рвін Есте́вес англ. Carlos Irwin Estévez); нар. 3 вересня 1965) — американський актор.

## Життєпис
Майбутній актор народився 3 вересня 1965 року в Нью-Йорку в сім'ї відомого американського актора Мартіна Шина і Джанет Естевес. Двоє старших братів Чарлі — Еміліо і Рамон та менша сестра — Рене Естевес, які також пов'язали своє життя з кінематографом, вирішили не спочивати на лаврах батька і поставили собі за мету зробити прізвище Естевес не менш відомим у Голлівуді. А Чарлі логічно вирішив, що прізвище його батька теж не має пропадати даремно і вирішив робити свою кар'єру як Чарлі Шин. Спочатку це породило багато звинувачень на його адресу і постійних порівнянь із Мартіном, але Чарлі врешті-решт вдалося вирватися з батькової тіні і довести, що він і сам чогось вартий.
Навчання не надто вабило молодого Шина, єдиним його захопленням була шкільна бейсбольна команда, але і звідти хлопця вигнали за постійні прогули тренувань. У підлітковому віці Чарлі серйозно захоплювався цим видом спорту, свого часу займався у спеціальному бейсбольному таборі і навіть досяг певних успіхів на цій ниві — його тренери серйозно міркували над тим, щоб перевести Чарлі в основну лігу. Але врешті Шин вирішив піти батьковою стежиною і віддав перевагу кінематографу перед бейсболом.
Його перша поява на екрані відбулася в 9 років, проте серйозні ролі йому почали пропонувати тільки 10 років опісля. Зараз у фільмографії актора налічуються вже понад 40 картин, втім не всі з них мали успіх у глядачів і критиків. Проривом молодого актора визнано стрічку Олівера Стоуна «Взвод» (Platoon, 1986), так само добре було оцінено ще одну роботу цього режисера за участю Шина — «Волл-стріт» (Wall Street, 1987).
Також слід відзначити картину «Вища ліга», де Шин віддав належне захопленню своєї молодості — бейсболу, і пародійну стрічку «Гарячі голови», що завоювала любов глядачів у всьому світі. Однак список посередніх і відверто невдалих фільмів за участю Шина більший — це і «Гонитва» (The Chase, 1994) і «Швидкість падіння» (Terminal Velocity, 1994), «Чоловіки за роботою» (Men at work, 1990) і чимало інших. Але Чарлі продовжує працювати, випускаючи по 2—3 картини на рік.
Тривалий час знімався в серіалі Два з половиною чоловіки. Один з його останніх проектів — зйомки у телесеріалі «Управління гнівом».

## Приватне життя
Чарлі Шин був одружений тричі, у нього п'ятеро дітей.
З 4 вересня 1995 року по лютий 1996 року був одружений з акторкою Донні Піл.
З 2002 по 2006 рік був одружений з акторкою Деніз Річардс. У них дві дочки: Сем (нар. 9 березня 2004) і Лола Роуз (нар. 1 червня 2005).
З 2008 по 2011 рік був одружений з акторкою Брук Мюллер, у них є сини-близнюки: Боб і Макс (нар. 14.03.2009).
З березня 2011 жив разом з порноакторкою Брі Олсон і моделлю-графічним дизайнером Наталі Кенлі. Олсон пішла від Шина у квітні 2011 року, а Кенлі у червні того ж року.
17 листопада 2015 року під час прямого ефіру в «Today Show» каналу NBC актор підтвердив свій позитивний ВІЛ-статус. За його словами, він виплатив понад $ 10 млн шантажистам, щоб тримати цю інформацію у таємниці. Проти актора готуються кілька судових позовів з боку жінок, з якими він мав незахищений секс, не попереджаючи про свою хворобу.

## Фільмографія

### Актор
| Рік       |    | Українська назва                       | Оригінальна назва                              | Роль                            |
| --------- | -- | -------------------------------------- | ---------------------------------------------- | ------------------------------- |
| 1973      | ф  |                                        | Badlands                                       | хлопчик під ліхтарним стовпом   |
| 1974      | тф | Страта рядового Словіка                | The Execution of Private Slovik                | малюк на весіллі                |
| 1979      | ф  | Апокаліпсис сьогодні                   | Apocalypse Now                                 | солдат                          |
| 1984      | ф  | Червоний світанок                      | Red Dawn                                       | Метт                            |
| 1984      | тф | Серце мовчить                          | Silence of the Heart                           | Кен                             |
| 1985      | тф | Четвертий волхв                        | The Fourth Wise Man                            | Максімус                        |
| 1985      | тф | З темряви                              | Out of the Darkness                            | Man Shaving                     |
| 1985      | ф  | Сусідські хлопчаки                     | The Boys Next Door                             | Бо Річардс                      |
| 1986      | с  | Дивовижні історії                      | Amazing Stories                                | Кейсі                           |
| 1986      | ф  | Лукас                                  | Lucas                                          | Кепп                            |
| 1986      | ф  | Вихідний день Ферріса Бьюллера         | Ferris Bueller's Day Off                       | хлопець у поліцейській дільниці |
| 1986      | ф  | Дух помсти                             | The Wraith                                     | Джейк Кізі / Привид             |
| 1986      | ф  | Взвод                                  | Platoon                                        | Кріс Тейлор                     |
| 1986      | ф  | Віздом                                 | Wisdom                                         | менеджер                        |
| 1986      | кф | Життя днем                             | A Life in the Day                              |                                 |
| 1987      | с  |                                        | War of the Stars                               |                                 |
| 1987      | ф  | Троє в дорозі                          | Three for the Road                             | Пол                             |
| 1987      | ф  | Нічия земля                            | No Man's Land                                  | Тед Ворвік                      |
| 1987      | ф  | Волл-стріт                             | Wall Street                                    | Бад Фокс                        |
| 1987      | ф  | Грізлі 2: Хижак                        | Grizzly II: The Concert                        | Рон                             |
| 1988      | ф  | Молоді стрільці                        | Young Guns                                     | Річард «Дік» Брюер              |
| 1988      | ф  | Вісімка вибуває з гри                  | Eight Men Out                                  | Оскар Фелш                      |
| 1989      | ф  | Вища ліга                              | Major League                                   | Ріккі Вон                       |
| 1989      | ф  | На вівторок не розраховуй              | Never on Tuesday                               | злодій                          |
| 1989      | ф  | Історія двох сестер                    | Tale of Two Sisters                            | оповідач                        |
| 1990      | ф  | Гора мужності                          | Courage Mountain                               | Пітер                           |
| 1990      | ф  | Відступник                             | Catchfire                                      | Боб                             |
| 1990      | ф  | Морські котики                         | Navy Seals                                     | лейтенант Дейл Гокінс           |
| 1990      | ф  | Чоловіки за роботою                    | Men at Work                                    | Карл Тейлор                     |
| 1990      | ф  | Дисбат                                 | Cadence                                        | Бін                             |
| 1990      | ф  | Новачок                                | The Rookie                                     | Девід Акерман                   |
| 1991      | ф  | Гарячі голови                          | Hot Shots!                                     | Топпер Харлі                    |
| 1993      | ф  | Заряджена зброя 1                      | Loaded Weapon 1                                | працівник парковки              |
| 1993      | ф  | За межами закону                       | Beyond the Law                                 | Деніел «Ден» Саксон             |
| 1993      | ф  | Гарячі голови! Частина 2               | Hot Shots! Part Deux                           | Топпер Харлі                    |
| 1993      | ф  | Смертельне падіння                     | Deadfall                                       | Морган Ґріпп                    |
| 1993      | ф  | Три мушкетери                          | The Three Musketeers                           | Араміс                          |
| 1994      | ф  | Погоня                                 | The Chase                                      | Джек Хеммонд                    |
| 1994      | ф  | Вища ліга 2                            | Major League II                                | Ріккі Вон                       |
| 1994      | ф  | Швидкість падіння                      | Terminal Velocity                              | Річарда Броді                   |
| 1996      | мф | Усі собаки потрапляють до раю 2        | All Dogs Go to Heaven 2                        | Чарлі Баркін                    |
| 1996      | с  | Друзі                                  | Friends                                        | Раян                            |
| 1996      | ф  | Прибуття                               | The Arrival                                    | Зейн Замінські                  |
| 1996      | ф  |                                        | Frame by Frame                                 |                                 |
| 1997      | ф  | Тіньова змова                          | Shadow Conspiracy                              | Боббі Бішоп                     |
| 1997      | ф  |                                        | Loose Women                                    | Barbie Loving Bartender         |
| 1997      | ф  | Гроші вирішують все                    | Money Talks                                    | Джеймс Рассел                   |
| 1997      | ф  |                                        | Bad Day on the Block                           | Лайл Вайлдер                    |
| 1997      | в  | Місія на Марс                          | Discovery Mars                                 | оповідач                        |
| 1998      | ф  | Після смерті                           | Postmortem                                     | Джеймс Макгрегор                |
| 1998      | ф  | Репортаж з камери смертників           | A Letter from Death Row                        | поліцейський 1                  |
| 1998      | ф  | Операція                               | No Code of Conduct                             | Джейк Пітерсон                  |
| 1998      | ф  | Легкі гроші                            | Free Money                                     | Бад Даєрсон                     |
| 1999      | ф  | П'ять тузів                            | Five Aces                                      | Кріс Мартін                     |
| 1999      | ф  | Бути Джоном Малковичем                 | Being John Malkovich                           | Чарлі                           |
| 1999      | с  | Шугар Хілл                             | Sugar Hill                                     | Метт                            |
| 2000—2002 | с  | Кручене місто                          | Spin City                                      | Чарлі Кроуфорд                  |
| 2000      | с  | Шоу Дрю Кері                           | The Drew Carey Show                            | Чарлі Шин                       |
| 2000      | тф | Порнушка                               | Rated X                                        | Арті Мітчелл                    |
| 2000      | ф  | Знаменитий                             | Lisa Picard Is Famous                          | Чарлі Шин                       |
| 2001      | ф  | Спитайте Сінді                         | Good Advice                                    | Райан Тернер Едвард             |
| 2003—2011 | с  | Два з половиною чоловіки               | Two and a Half Men                             | Чарлі Гарпер                    |
| 2003      | ф  | Полі Шор мертвий                       | Pauly Shore Is Dead                            | Чарлі Шин                       |
| 2003      | ф  | Дуже страшне кіно 3                    | Scary Movie 3                                  | Том                             |
| 2004      | ф  | Велика крадіжка                        | The Big Bounce                                 | Боб Роджерс-молодший            |
| 2006      | ф  | Дуже страшне кіно 4                    | Scary Movie 4                                  | Том Логан                       |
| 2008      | с  | CSI: Місце злочину                     | CSI: Crime Scene Investigation                 | Чарлі Шин                       |
| 2008      | с  | Теорія великого вибуху                 | The Big Bang Theory                            | Чарлі Шин                       |
| 2010      | мс | Гріфіни                                | Family Guy                                     | Чарлі Шин                       |
| 2010      | ф  | Волл-стріт: гроші не сплять            | Wall Street: Money Never Sleeps                | Бад Фокс                        |
| 2010      | ф  | Встигнути до                           | Due Date                                       | Чарлі Гарпер                    |
| 2012—2014 | с  | Управління гнівом                      | Anger Management                               | доктор Чарлі Гудсон             |
| 2012      | в  |                                        | Anger Management: Charlie's Baby Featurette    |                                 |
| 2012      | мф | Ніч у супермаркеті                     | Foodfight!                                     | Декс Догтектив                  |
| 2012      | ф  | Вона хоче мене                         | She Wants Me                                   | Чарлі                           |
| 2012      | ф  | Програма захисту свідків Медеї         | Madea's Witness Protection                     | Чарлі Шин                       |
| 2012      | ф  | Запаморочливі фантазії Чарлі Свона III | ЧА Glimpse Inside the Mind of Charles Swan III | Чарльз Свон III                 |
| 2013      | ф  | Дуже страшне кіно 5                    | Scary Movie 5                                  | Чарлі Шин                       |
| 2013      | ф  | Мачете вбиває                          | Machete Kills                                  | президент                       |
| 2015      | с  | Ґолдберги                              | The Goldbergs                                  | чувак у поліцейській дільниці   |
| 2016      | ф  |                                        | Paranormal Activity Security Squad             | Гел МакЕппелтон                 |
| 2017      | ф  |                                        | Mad Families                                   | Чарлі Джонс                     |
| 2017      | ф  | 9/11                                   | 9/11                                           | Джефрі Кейдж                    |

### Режисер, сценарист, продюсер
| Рік  |    | Українська назва         | Оригінальна назва                  | Роль                           |
| ---- | -- | ------------------------ | ---------------------------------- | ------------------------------ |
| 2012 | ф  | Вона хоче мене           | She Wants Me                       | виконавчий продюсер            |
| 2011 | с  | Корнер Шина              | Sheen's Korner                     | режисер, сценарист, продюсер   |
| 1998 | ф  | Операція                 | No Code of Conduct                 | сценарист, виконавчий продюсер |
| 1997 | в  | Місія на Марс            | Discovery Mars                     | сценарист                      |
| 1994 | тф | Ефектні трюки Чарлі Шина | Charlie Sheen's Stunts Spectacular | виконавчий продюсер            |
| 1994 | ф  | Погоня                   | The Chase                          | виконавчий продюсер            |
| 1990 | тф | Клінт «Новачок» і я      | Clint, 'The Rookie' & Me           | співпродюсер                   |
| 1989 | ф  | Історія двох сестер      | Tale of Two Sisters                | сценарист                      |
| 1989 | кф |                          | Comicitis                          | продюсер                       |
| 1988 | кф |                          | R.P.G. II                          | режисер, сценарист, продюсер   |
| 1986 | кф |                          | R.P.G.                             | режисер, сценарист, продюсер   |